# Olita Rause
Olita Rause est une joueuse d'échecs lettonne née le 21 novembre 1962. Elle a les titres de grand maître international féminin (parties classiques), maître international mixte (parties classiques) et de grand maître international (mixte) d'échecs par correspondance. Elle était classée troisième  au classement mondial mixte d'échecs par correspondance de 2001 à 2003.

## Biographie et carrière
Olita Rause finit deuxième du championnat féminin de Lettonie en 1981, 1984 et en 1994 (après un match de départage pour la première place perdu contre Anda Šafranska). Elle représenta la Lettonie lors de l'Olympiade d'échecs de 1994 et marqua 5,5 points sur 11 au deuxième échiquier.
Grand maître international féminin depuis 1993, elle obtint le titre de maître international mixte en 1995.
Très forte joueuse par correspondance, elle remporta la 6e Coupe du monde ICCF mixte (1994-1999) qui lui permit d'obtenir le titre de grand maître international (mixte) du jeu par correspondance en 1998.
Elle était mariée au grand maître international Igors Rausis.